# Henrik Jørgensen

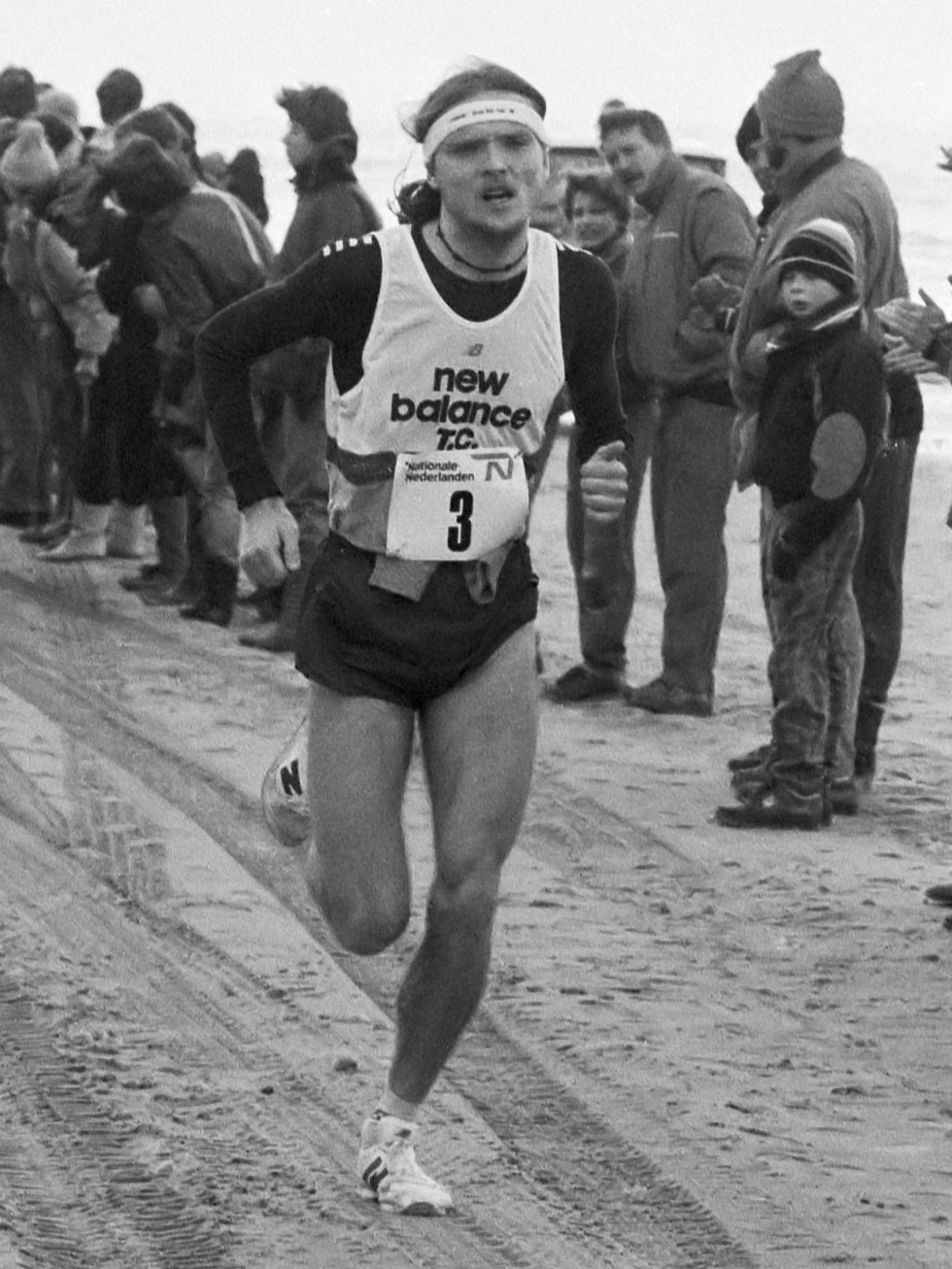
Henrik Jørgensen 1986

Henrik Høve Jørgensen (* 10. Oktober 1961 in Kopenhagen; † 26. Januar 2019 auf Bornholm) war ein dänischer Leichtathlet.
Der Langstreckenläufer wurde insgesamt zehnmal nationaler Meister und je dreimal stellte er einen Landesrekord über 5000 und 10.000 Meter auf.
1983 stellte Jørgensen als Dritter des London-Marathons mit 2:10:47 h eine nationale Bestmarke auf und siegte wie schon im Vorjahr beim Kopenhagen-Marathon. 1985 wurde er Zweiter beim City – Pier – City Loop und Fünfter beim London-Marathon, jeweils mit Landesrekord. 1986 gewann er den Egmond-Halbmarathon und wurde Zweiter beim Berlin-Marathon, 1987 gewann er den Paderborner Osterlauf über 25 km, und 1988 feierte er mit dem Sieg beim London-Marathon in 2:10:20 h seinen größten Triumph.
Jørgensen nahm zweimal an einem olympischen Marathon teil: bei den Olympischen Spielen 1984 in Los Angeles, wo er den 19. Rang, und den Olympischen Spielen 1988 in Seoul, wo er den 22. Rang belegte. Ebenfalls im Marathon wurde er bei den Leichtathletik-Weltmeisterschaften 1983 in Helsinki Neunzehnter und bei den Weltmeisterschaften 1987 in Rom Neunter.
Jørgensens Tochter, Anna Holm Baumeister, ist ebenso Langstreckenläuferin und nahm 2016 an den Olympischen Spielen teil.
Jørgensen starb am 26. Januar 2019 bei einem Trainingslauf an einem Herzinfarkt.

## Persönliche Bestzeiten
- 5000 m: 13:27,76 min, 27. Juli 1985, Oslo (ehemaliger dänischer Rekord)
- 10.000 m: 27:57,98 min, 2. Juli 1985, Stockholm (ehemaliger dänischer Rekord)
- Halbmarathon: 1:02:14 h, 30. März 1985, Den Haag (ehemaliger dänischer Rekord)
- Marathon: 2:09:43 h, 21. April 1985, London (dänischer Rekord; Stand April 2010)